# Bergströmshusen
Bergströmshusen är en tätort i Staffanstorps kommun, Skåne län. Den är belägen Uppåkra socken i norra delen av kommunen, nära gränsen till Lunds kommun. Från 2015 ingår ett mindre obebott område i Lunds kommun i tätorten.

## Befolkningsutveckling
| Befolkningsutvecklingen i Bergströmshusen/Bergströmshusen och Uppåkra 1990–2020 | Befolkningsutvecklingen i Bergströmshusen/Bergströmshusen och Uppåkra 1990–2020 | Befolkningsutvecklingen i Bergströmshusen/Bergströmshusen och Uppåkra 1990–2020 | Befolkningsutvecklingen i Bergströmshusen/Bergströmshusen och Uppåkra 1990–2020 | Befolkningsutvecklingen i Bergströmshusen/Bergströmshusen och Uppåkra 1990–2020 |
| ------------------------------------------------------------------------------- | ------------------------------------------------------------------------------- | ------------------------------------------------------------------------------- | ------------------------------------------------------------------------------- | ------------------------------------------------------------------------------- |
|                                                                                 |                                                                                 |                                                                                 |                                                                                 |                                                                                 |
| År                                                                              |                                                                                 |                                                                                 | Folkmängd                                                                       | Areal (ha)                                                                      |
| 1990                                                                            | 1990                                                                            |                                                                                 | 124                                                                             | 9#                                                                              |
| 1995                                                                            | 1995                                                                            |                                                                                 | 121                                                                             | 9#                                                                              |
| 2000                                                                            | 2000                                                                            |                                                                                 | 181                                                                             | 12#                                                                             |
| 2005                                                                            | 2005                                                                            |                                                                                 | 182                                                                             | 12#                                                                             |
| 2010                                                                            | 2010                                                                            |                                                                                 | 209                                                                             | 13                                                                              |
| 2015                                                                            | 2015                                                                            |                                                                                 | 376                                                                             | 31                                                                              |
| 2018                                                                            | 2018                                                                            |                                                                                 | 398                                                                             | 31                                                                              |
| 2020                                                                            | 2020                                                                            |                                                                                 | 403                                                                             | 30                                                                              |
| Anm.: Ny tätort 2010. # Som småort.                                             |                                                                                 |                                                                                 |                                                                                 |                                                                                 |